# Rough (album)
Rough è il terzo album in studio della cantante statunitense Tina Turner, pubblicato nel 1978 su etichetta EMI nel Regno Unito, Ariola Records nella Germania occidentale e United Artists negli Stati Uniti.

## Descrizione
L'album fu il primo ad essere pubblicato dopo la definitiva separazione nel 1976 con il marito Ike Turner. La procedura di divorzio tra i Turner si concluse nel 1978, con il diritto legale da parte di Tina di poter utilizzare ancora il suo nome d'arte.
L'album composto da brani disco, fenomeno dilagante del periodo, con influenze blues e rock, contiene anche una cover di Fire Down Below di Bob Seger, reincisa successivamente da Bette Midler per il film del 1979 The Rose ed una cover di The Bitch Is Back di Elton John.
La traccia di apertura, Fruits of the Night, è stata scritta da Pete Bellotte, collaboratore di lunga data di Giorgio Moroder, artefice di molti successi di Donna Summer.
L'album, insieme ai suoi quattro singoli, Viva La Money, Root Toot, Undisputable Rock & Roller, Sometimes When We Touch (una cover di Dan Hill) e Night Time Is the Right Time (cover di Ray Charles), non ottennero alcun ingresso in classifica. L'album non ha ricevuto certificazioni.
L'album è stato ristampato su CD dalla EMI nei primi anni '90 e nel novembre 2023 è stato reso disponibile in versione digitale o streaming.

## Tracce
1. Fruits of the Night – 4:05 (Edo Zanki, Vilko Zanki, Pete Bellotte)
2. The Bitch Is Back – 3:30 (Elton John, Bernie Taupin)
3. The Woman I'm Supposed to Be – 3:10 (Cliff Wade)
4. Viva La Money – 3:14 (Allen Toussaint)
5. Funny How Time Slips Away – 4:08 (Willie Nelson)
6. Earthquake & Hurricane – 2:30 (Willie Dixon)
7. Root, Toot Undisputable Rock 'n Roller – 4:29 (George Jackson)
8. Fire Down Below – 3:13 (Bob Seger)
9. Sometimes When We Touch – 3:54 (Dan Hill, Barry Mann)
10. A Woman in A Man's World – 2:41 (Archie Jordan, Hal David)
11. Night Time Is the Right Time – 6:21 (Leroy Carr)